# Lew Ayres
Lew Ayres (Minneapolis, Minnesota, 28 de desembre de 1908 − Los Angeles, Califòrnia, 30 de desembre de 1996) va ser un actor, director, productor, director de fotografia, muntador i guionista estatunidenc.

## Biografia
El seu veritable nom era Lewis Frederick Ayres III, va néixer a Minneapolis, Minnesota, i es va criar a San Diego (Califòrnia).
Ayres va començar a actuar en petits papers el 1927. Aquell any va ser descobert mentre tocava el banjo en l'orquestra de Henry Halstead, que estava gravant un curt cinematogràfic per a Vitaphone titulat Carnival Night in Paris .
Ayres va treballar amb Greta Garbo al film de 1929 The Kiss, però va ser el seu paper protagonista a la pel·lícula de 1930 All Quiet on the Western Front. Ayres va ser protagonista, al costat de Janet Gaynor, de Servants Entrance (1934), títol que combinava acció convencional amb animació de The Walt Disney Company en una seqüència onírica musical. Va tenir el primer paper de Young Dr. Kildare el 1938 i es va convertir en un ídol, protagonitzant diversos films de Kildare. En aquella època també va treballar amb Joan Crawford i James Stewart en The Ice Follies of 1939.
Com a reflex dels seus papers mèdics i antibel·licistes, Ayres va ser un pacifista que va voler ser membre del Cos Sanitari durant la Segona Guerra Mundial. L'exèrcit no podia garantir-li la destinació, per la qual cosa es va declarar objector de consciència, havent de ser destinat a un camp de Servei Públic Civil. Tenir una figura famosa en aquesta situació era una mala imatge per a l'Exèrcit, motiu pel qual es van canviar les normes i es va facilitar l'entrada d'Ayres al Cos Sanitari. Va servir al teatre del Pacífic i a Nova Guinea.
El 1948 va ser nominat a l'Oscar al millor actor per la seva interpretació a Johnny Belinda, però la seva carrera va ser curta després de la guerra. La seva companya de repartiment Jane Wyman, es va enamorar d'ell, divorciant-se del seu marit Ronald Reagan, el 1949.
L'estiu de 1958, Ayres va presentar onze episodis d'una sèrie televisiva del gènere western, emesa per CBS i titulada Frontier Justice, una producció de l'empresa de Dick Powell Four Star Television.
A més, se li va oferir interpretar el Dr. Kildare en una sèrie de la NBC, però la seva petició que el programa no tingués publicitat de tabac va motivar que el paper fos finalment el 1961 per a Richard Chamberlain.
També va fer el paper de governador en l'episodi pilot de la sèrie televisiva de la CBS Hawaii Five-O. Va preferir no viatjar a Hawaii per rodar la sèrie, però de tant en tant va actuar-hi en altres personatges.
Va treballar igualment, nombroses vegades com a artista convidat en altres programes televisius. El 1976 va participar en un documental, Altars of the World, en el qual s'exposaven els seus principis filosòfics orientals, i que li va valer l'aplaudiment de la crítica
.Ayres també va fer diversos papers en produccions de ciència-ficció. Un d'ells va ser el 1977 en la segona temporada de The Bionic Woman. Un altre va ser el d'un polític pacifista en l'episodi pilot de la sèrie  Battlestar Galactica el 1978.
Cap al final de la seva carrera va actuar a The Mary Tyler Moore Show, al paper de pare de Murray Slaughter, personatge interpretat per Gavin MacLeod.

## Filmografia

### com a actor
- 1929: The Sophomore: Bit Part
- 1929: Big News: Copyboy
- 1929: The Kiss: Pierre Lassalle
- 1930: All Quiet on the Western Front: Paul Bäumer
- 1930: Common Clay: Hugh Fullerton
- 1930: The Doorway to Hell: Louie Ricarno
- 1930: East Is West: Billy Benson
- 1931: Many a Slip: Jerry Brooks
- 1931: Iron Man: Kid Mason
- 1931: Up for Murder: Robert Marshall
- 1931: The Spirit of Notre Dame: Bucky O'Brien
- 1931: Heaven on Earth: States
- 1932: Impatient Maiden: Dr. Myron Brown
- 1932: Night World: Michael Rand
- 1932: Okay, America!, de Tay Garnett: Larry Wayne
- 1933: State Fair de Walter Lang: Pat Gilbert
- 1933: Don't Bet on Love: Bill McCaffery
- 1933: My Weakness: Ronnie Gregory
- 1934: Cross Country Cruise: Norman
- 1934: Let's Be Ritzy: Jimmy Sterling
- 1934:  Learned About Sailors: Larry Wilson
- 1934: Servants' Entrance: Erik Landstrom
- 1935: The Lottery Lover: Cadet Frank Harrington
- 1935: Spring Tonic: Caleb Enix
- 1935: Silk Hat Kid: Eddie Howard
- 1936: The Leathernecks Have Landed: Woodruff 'Woody' Davis
- 1936: Panic on the Air: Jerry
- 1936: Shakedown: Bob Sanderson
- 1936: Lady Be Careful: Dynamite
- 1936: Murder with Pictures: Kent Murdock
- 1937: The Crime Nobody Saw: Nick Milburn
- 1937: The Last Train from Madrid: Bill Dexter
- 1937: Hold 'Em Navy: Tommy Graham
- 1938: Scandal Street: Joe McKnight
- 1938: King of the Newsboys: Jerry Flynn
- 1938: Holiday: Edward 'Ned' Seton
- 1938: Rich Man, Poor Girl: Henry Thayer
- 1938: Young Dr. Kildare: Dr. James Kildare
- 1938: Spring Madness, de S. Sylvan Simon: Sam 'Sammy' Thatcher
- 1939: The Ice Follies of 1939: Eddie Burgess
- 1939: Broadway Serenade: James Geoffrey 'Jimmy' Seymour
- 1939: Calling Dr. Kildare: Dr. James 'Jimmy' Kildare
- 1939: These Glamour Girls: Philip S. 'Phil' Griswold III
- 1939: The Secret of Dr. Kildare: Dr. James 'Jimmy' Kildare
- 1939: Remember?: Schuyler 'Sky' Ames
- 1940: Dr. Kildare's Strange Case: Dr. James 'Jimmy' Kildare
- 1940: The Golden Fleecing: Henry Twinkle
- 1940: Dr. Kildare Goes Home: Dr. James 'Jimmy' Kildare
- 1940: Dr. Kildare's Crisis: Dr. James 'Jimmy' Kildare
- 1941: Maisie Was a Lady: Robert 'Bob' / 'Bobby' Rawlston
- 1941: The People vs. Dr. Kildare: Dr. James Kildare
- 1941: Dr. Kildare's Wedding Day: Dr. James 'Jimmy' Kildare
- 1942: Dr. Kildare's Victory: Dr. James 'Jimmy' Kildare
- 1942: Fingers at the Window: Oliver Duffy
- 1946: The Dark Mirror: Dr. Scott Elliott
- 1947: The Unfaithful: Larry Hannaford
- 1948: Johnny Belinda: Dr. Robert Richardson
- 1950: The Capture: Lin Vanner
- 1951: New Mexico: Capità Hunt
- 1953: No Escape: John Tracy
- 1953: El cervell de Donovan (Donovan's Brain): Dr. Patrick J. Cory
- 1962: Tempesta sobre Washington (Advise & Consent): Vice President Harley Hudson
- 1964: The Carpetbaggers: 'Mac' McAllister
- 1968: Hawaii Five-O: Cocoon (TV): Governador de Hawaii
- 1969: Marcus Welby, M.D. (TV): Dr. Andrew Swanson
- 1971: The Last Generation
- 1971: Earth II (TV): President Charles Carter Durant
- 1972: She Waits (TV): Dr. Sam Carpenter
- 1972: The Biscuit Eater: Mr. Ames
- 1972: The Man: Noah Calvin
- 1973: The Stranger (TV): Prof. Dylan MacAuley
- 1973: The Streets of San Francisco (TV) - Temporada 1, episodi 22 (The House on Hyde Street): Edgerton
- 1973: Battle for the Planet of the Apes: Mandemus
- 1974: The Questor Tapes (TV): Vaslovik
- 1974: Heat Wave! (TV): Dr. Grayson
- 1974: Columbo: Mind Over Mayhem (TV): Dr. Howard Nicholson
- 1976: Francis Gary Powers: The True Story of the U-2 Spy Incident (TV): Allen Dulles
- 1977: End of the World: Comandant Joseph Beckerman
- 1978: La maledicció de Damien (Damien: Omen II): Bill Atherton
- 1978: Battlestar Galactica (TV): President Adar
- 1978: Greatest Heroes of the Bible (fulletó TV): Noah
- 1978: Suddenly, Love (TV): Mr. Graham
- 1979: Salem's Lot (TV): Jason Burke
- 1979: Letters from Frank (TV): Dan Miller
- 1980: Reunion (TV): Bob Hollander
- 1981: Of Mice and Men (TV): Candy
- 1982: The House on the Prairie (Sèrie TV) Temporada 9, episodi 3 (Welcome To Olesonville)): Lem McCary
- 1983: Don Camillo: Doc
- 1983: Savage in the Orient (TV)
- 1985: Lime Street (sèrie TV): Henry Wade Culver
- 1986: Under Siege (TV): John Pace
- 1989: Cast the First Stone (TV): Martin
- 1994: Hart to Hart: Crimes of the Hart (TV): Prof. Cabel

### com a director
- 1936: Hearts in Bondage
- 1955: Altars of the East
- 1976: Altars of the World

### com a productor
- 1955: Altars of the East
- 1976: Altars of the World

### com a director de fotografia
- 1976: Altars of the World

### com a muntador
- 1976: Altars of the World

### com a guionista
- 1955: Altars of the East

## Premis i nominacions

### Nominacions
- 1949. Oscar al millor actor per Johnny Belinda
- 1975. Primetime Emmy Awards al millor actor secundari en sèrie per Kung Fu